# Lotononis carinalis
Lotononis carinalis är en ärtväxtart som beskrevs av William Henry Harvey. Lotononis carinalis ingår i släktet Lotononis och familjen ärtväxter. Inga underarter finns listade i Catalogue of Life.